# 奥克尼伯国
奥克尼伯国是一个由奥克尼伯爵统治的诺斯人领地，存在于9世纪—1472年。它由来自斯堪的纳维亚的维京人袭击者和殖民者建立（参见斯堪的纳维亚苏格兰）。在9世纪—10世纪，该领地涵盖北方群島中的奥克尼群岛和设得兰群岛以及大不列颠岛上的凯瑟尼斯和萨瑟兰。该领地曾是挪威王国（872年—1397年）的属地，直到1472年被并入苏格兰王国。最初，奥克尼伯爵的头衔是可以世袭的。